# 佐々木孝

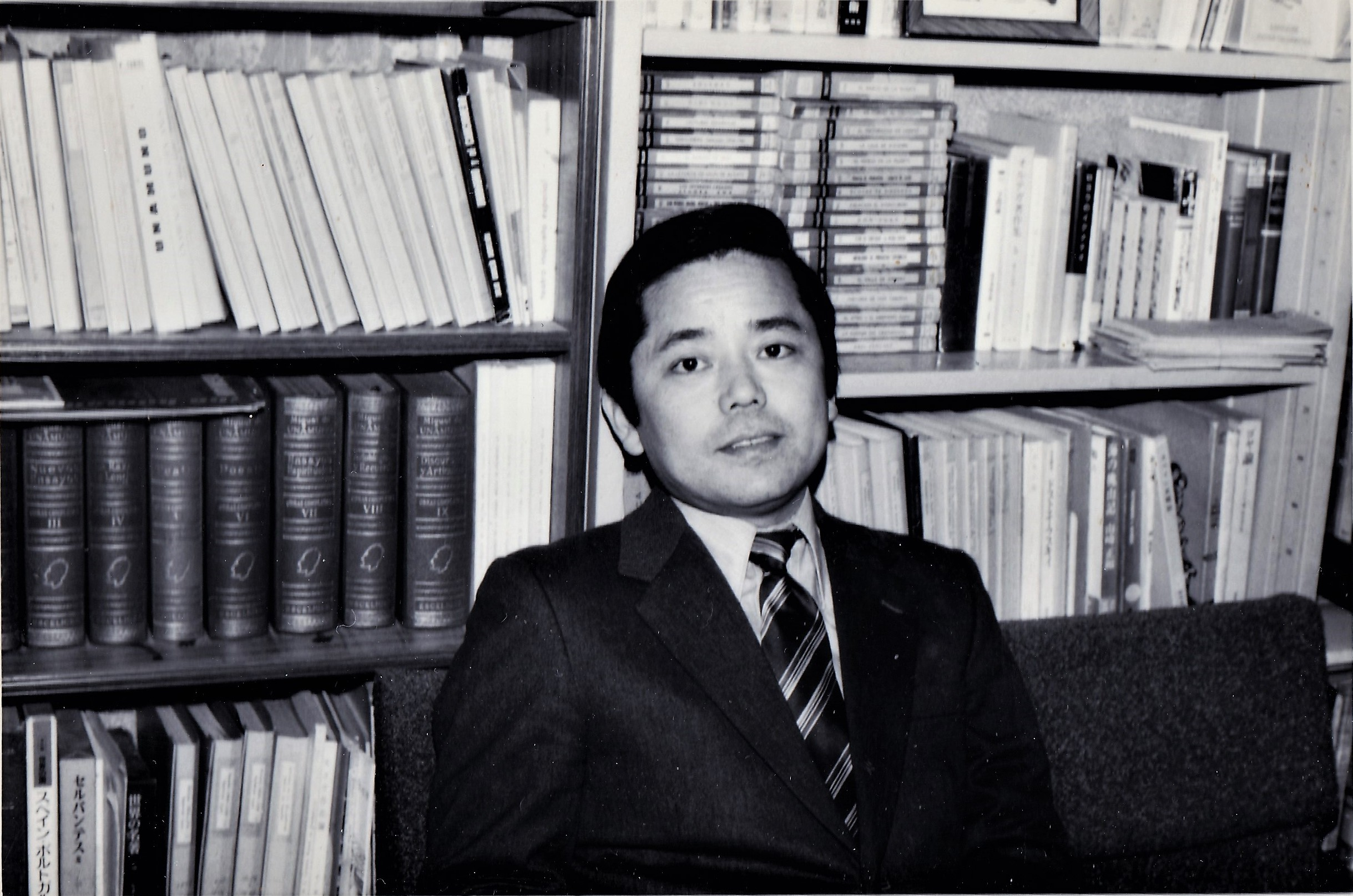
1976年 清泉女子大学研究室にて

佐々木 孝（ささき たかし、1939年8月31日 - 2018年12月20日）は、日本のスペイン思想研究者。

## 略歴
北海道帯広市生まれ。2歳から引き揚げまでの5年間を旧満州で暮らす。
1961年上智大学外国語学部イスパニア語学科在学中にイエズス会に入会。5年半の修道生活の後、1967年同会を退会し、還俗する。同年上智大学文学部哲学科卒業。1971年清泉女子大学講師、助教授を経て、1982年教授となる。1984年常葉学園大学（現在の常葉大学）でスペイン語学科の草創に参加。1989年、東京純心女子短期大学・東京純心女子大学（現在の東京純心大学）教授。その間、講師として専門のスペイン思想、スペイン語を東京外国語大学、駒澤大学、法政大学、早稲田大学など他大学でも教える。
2002年、定年を前に退職し、病身の妻を伴い福島県原町市（現在の南相馬市）に転居。以後16年にわたって妻の介護の傍ら、富士 貞房（ふじ・ていぼう、fuji-teivo、スペイン語のfugitivo「逃亡者」にちなむ）の筆名で、自らのブログ「モノディアロゴス（Monodiálogos: ウナムーノの造語で「独対話」の意）」に人文主義者としての思索を死の4日前までつづった。担当科目はスペイン思想、人間学、比較文化論、スペイン語など。なお、作家の島尾敏雄は従叔父にあたる。
2018年12月17日、入院。20日、事故により死去。79歳没。

## 著書

### 単著・共著
- 『ドン・キホーテの哲学 - ウナムーノの思想と生涯』（講談社現代新書） 1976
- 『スペイン黄金時代』（共著、日本放送出版協会） 1992
- 『プログレッシブ スペイン語辞典』（共編、小学館） 1993
- 『モノディアロゴス：ウェブ版 “新・人間学” 事始め』（富士貞房名義、行路社） 2004
- 『原発禍を生きる』（論創社） 2011： ※スペイン、中国、韓国の3か国で翻訳版が刊行
- 『平和菌の歌・他二曲歌詞集』 / Canción del germen de la paz y Calpe diém!, 2012： ※ともに私家本
- 『スペイン文化入門』（碇順治編、彩流社） 2015
- 『情熱の哲学：ウナムーノと「生」の闘い』（執行草舟監修、法政大学出版局） 2018

## 翻訳
- 『ロヨラのイグナチオ その自伝と日記』（イグナチオ・デ・ロヨラ、A・エバンヘリスタ共訳編、桂書房（東京）） 1966、のち改題『ロヨラの巡礼者 聖イグナチオ自叙伝』（中央出版社） 1980
  - 『目で見る聖イグナチオ・デ・ロヨラの自叙伝』（ホアン・カトレット絵、新世社） 1991
- 『スペイン精神史序説』（ラモン・メネンデス・ピダル、法政大学出版局、りぶらりあ選書） 1974
- 『新しき展望 イエズスのみ心』（ルイス・メンディサーバル、中央出版社） 1984
- 『情熱の構造：イギリス人、フランス人、スペイン人』（S・マダリアーガ、れんが書房新社） 1985
- 『スペイン一八九八年の世代』（P・ライン・エントラルゴ、共訳、れんが書房新社） 1985
- 『カーニバル：その歴史的・文化的考察』（フリオ・カロ・バロッハ、法政大学出版局、叢書・ウニベルシタス） 1987
- 『人類共通の法を求めて』（フランシスコ・デ・ビトリア、岩波書店、アンソロジー新世界の挑戦） 1993
- 『葛藤の時代』第二版（アメリコ・カストロ）：※遺稿
- 『危機を生きる』（原題: They Call Us Dead Men、ダニエル・ベリガン）：※遺稿

### ホセ・オルテガ・イ・ガセット
- 『ドン・キホーテに関する思索』（ホセ・オルテガ・イ・ガセット / アンセルモ・マタイス共訳、現代思潮社、古典文庫） 1968、
  - 改訂改題版『ドン・キホーテをめぐる思索』（未來社） 1987
- 『ガリレオをめぐって』（ホセ・オルテガ・イ・ガセット / A・マタイス共訳、法政大学出版局、叢書・ウニベルシタス） 1969
- 『個人と社会 - 〈人と人びと〉について』（ホセ・オルテガ・イ・ガセット / A・マタイス共訳、白水社、オルテガ著作集5） 1969、新装復刊 1998ほか
  - 単行版『個人と社会 - 人と人びと』（白水社） 1989、新版2004
- 『ヴィルヘルム・ディルタイと生の理念』（オルテガ・イ・ガセット、未來社、フィロソフィア双書） 1984
- 『哲学の起源』（ホセ・オルテガ・イ・ガセット、法政大学出版局、叢書・ウニベルシタス） 1986
- 『大衆の反逆』（オルテガ・イ・ガセット、宇野重規解説、岩波書店、岩波文庫） 2020。電子書籍も刊

### ミゲル・デ・ウナムーノ
- 『キリスト教の苦悶』（ミゲル・デ・ウナムーノ、神吉敬三共訳、ホアン・ソペニャ訳注、法政大学出版局、叢書・ウニベルシタス） 1970
- 『ウナムーノ著作集 1: スペインの本質』（ミゲル・デ・ウナムーノ、法政大学出版局） 1972

「生粋主義をめぐって」「魂の風景（風景をめぐる六つのエッセイ）」
「人生は夢 - スペインの再生についての考察」「スペイン的個人主義」橘川慶二共訳
「知性と霊性」「スペイン哲学について（対話）」「充実中の充実」田中愛子共訳
- 『ウナムーノ著作集 2: ドン・キホーテとサンチョの生涯』（ミゲル・デ・ウナムーノ、A・マタイス共訳、法政大学出版局） 1972
- 『ウナムーノ著作集 3: 生の悲劇的感情』（ミゲル・デ・ウナムーノ、神吉敬三共訳、法政大学出版局） 1975、のち改題新装版『生の悲劇的感情』（解説ホアン・マシア、法政大学出版局） 2017
- 『ウナムーノ著作集 5: 人格の不滅性』（ミゲル・デ・ウナムーノ、法政大学出版局） 1973

「殉教者、聖マヌエル・ブエノ 他二編」